# 复合泊松分布
在概率论中，复合泊松分布（英語：compound Poisson distribution）是指一些独立同分布的随机变量的和的概率分布，而这些随机变量的个数服从泊松分布。在最简单的情形下，复合泊松分布可以是连续分布或者离散分布。

## 定义
假设
{\displaystyle N\sim \operatorname {Poisson} (\lambda ),}
也就是说，N是一个随机变量，其分布为期望为λ的泊松分布，且
{\displaystyle X_{1},X_{2},X_{3},\dots }
为同分布的随机变量，他们相互独立，且与N也独立。则在变量个数（{\displaystyle N}）给定的条件下，这{\displaystyle N}个独立同分布的随机变量和的概率分布：
{\displaystyle Y|N=\sum _{n=1}^{N}X_{n}}
是一个良定的分布。N = 0时，Y也为0，此时Y | N=0有退化的分布。
复合泊松分布可以通过将(Y,N)的联合分布在N上边缘化而得到，而联合分布可以通过结合条件分布Y | N和N的边際分布而得到。

## 性质
复合泊松分布的均值和方差可以简单地从全期望公式和全方差公式推导出来。即
{\displaystyle \operatorname {E} _{Y}(Y)=\operatorname {E} _{N}\left[\operatorname {E} _{Y|N}(Y)\right]=\operatorname {E} _{N}\left[N\operatorname {E} _{X}(X)\right]=\operatorname {E} _{N}(N)\operatorname {E} _{X}(X),}
{\displaystyle \operatorname {Var} _{Y}(Y)=E_{N}\left[\operatorname {Var} _{Y|N}(Y)\right]+\operatorname {Var} _{N}\left[E_{Y|N}(Y)\right]=\operatorname {E} _{N}\left[N\operatorname {Var} _{X}(X)\right]+\operatorname {Var} _{N}\left[N\operatorname {E} _{X}(X)\right]),}
则
{\displaystyle \operatorname {Var} _{Y}(Y)=\operatorname {E} _{N}(N)\operatorname {Var} _{X}(X)+\left(\operatorname {E} _{X}(X)\right)^{2}\operatorname {Var} _{N}(N).}
因为N是泊松的，则有E(N)=Var(N)，再略去一些不必要的下标，上述公式可化简为
{\displaystyle \operatorname {E} (Y)=\operatorname {E} (N)\operatorname {E} (X),}
{\displaystyle \operatorname {Var} (Y)=E(N)(\operatorname {Var} (X)+{E(X)}^{2})=E(N){E(X^{2})}.}
Y的概率分布可以由其特征函数决定：
{\displaystyle \varphi _{Y}(t)=\operatorname {E} \left(e^{itY}\right)=\operatorname {E} _{N}\left(\left(\operatorname {E} \left(e^{itX}\right)\right)^{N}\right)=\operatorname {E} _{N}\left(\left(\varphi _{X}(t)\right)^{N}\right),\,}
因此，使用泊松分布的概率生成函数，
{\displaystyle \varphi _{Y}(t)={\textrm {e}}^{\lambda (\varphi _{X}(t)-1)}.\,}

## 复合泊松过程
一个速率为{\displaystyle \lambda >0}，增量分布为G的复合泊松过程是一个连续时间随机过程{\displaystyle \{\,Y(t):t\geq 0\,\}}，定义如下
{\displaystyle Y(t)=\sum _{i=0}^{N(t)}D_{i}}
其中，{\displaystyle \{\,N(t):t\geq 0\,\}}是一个速率为{\displaystyle \lambda }的泊松过程，{\displaystyle \{\,D_{i}:i\geq 0\,\}}是独立同分布的随机变量，其分布为G，与{\displaystyle \{\,N(t):t\geq 0\,\}}独立。

## 应用
复合泊松分布广泛用于精算学和保险业，用来对总索赔额{\displaystyle Y}进行建模，{\displaystyle Y}是随机的{\displaystyle N}个独立同分布的索赔额X1, X2, ... , XN的和。